# Copa Montevideo 1970
La Copa Montevideo 1970 fue la cuarta edición de la Copa Montevideo, tradicional competencia  internacional considerada precursora del actual mundial de clubes. Al igual que la edición de 1969, este fue un torneo de verano amistoso, aunque continuó reuniendo a los principales equipos de fútbol de América del Sur y Europa. Se disputó en su totalidad en el Estadio Centenario en Montevideo, Uruguay, entre los días 12 de enero y 6 de febrero de 1970.

## Participantes
El torneo mantuvo el formato desde su reinauguración, conservando la reducción de 8 a 6 participantes, los cuales se enfrentaron en formato de liga todos contra todos en una ronda:
|          |         |             |             | Bandera de Brasil |               |
| Nacional | Peñarol | River Plate | San Lorenzo | Corinthians       | Estrella Roja |
| -------- | ------- | ----------- | ----------- | ----------------- | ------------- |

Todos los partidos se disputaron en el Estadio Centenario en dobles jornadas. En esta edición, el representante europeo fue el Estrella Roja de Belgrado (campeón de Yugoslavia y de la copa Mitropa), que se sumó a otros importantes equipos de Sudamérica.

## Tabla de posiciones
| POS | EQUIPOS       |  | PJ | PG | PE | PP | GF | GC | DIF | PTS |
| --- | ------------- |  | -- | -- | -- | -- | -- | -- | --- | --- |
| 1   | Nacional      |  | 5  | 4  | 1  | 0  | 20 | 6  | 14  | 9   |
| 2   | Peñarol       |  | 5  | 2  | 3  | 0  | 10 | 5  | 5   | 7   |
| 3   | San Lorenzo   |  | 5  | 2  | 2  | 1  | 12 | 13 | -1  | 6   |
| 4   | Corinthians   |  | 5  | 1  | 2  | 2  | 7  | 5  | 2   | 4   |
| 5   | River Plate   |  | 5  | 2  | 0  | 3  | 11 | 15 | -4  | 4   |
| 6   | Estrella Roja |  | 5  | 0  | 0  | 5  | 3  | 19 | -16 | 0   |

| Uruguay                                           |
| Campeón Copa Montevideo 1970 Nacional 3.er título |